# アグネス・フォン・バーベンベルク
アグネス・フォン・バーベンベルク（ドイツ語：Agnes von Babenberg, 1108/13年 - 1163年1月24/25日）は、バーベンベルク家の一員で、ポーランド大公ヴワディスワフ2世ヴィグナニェツの妃。

## 生涯

### 生い立ち
アグネスはオーストリア辺境伯レオポルト3世と神聖ローマ皇帝ハインリヒ4世の娘アグネス・フォン・ヴァイプリンゲンの間の娘である。母アグネスを通して、アグネスは1024年よりアグネスの叔父ハインリヒ5世が嗣子なく死去する1125年まで神聖ローマ帝国を支配したザーリアー朝の血を引いていた。また、母アグネスとその最初の夫シュヴァーベン公フリードリヒ1世との間の子であるシュヴァーベン公フリードリヒ2世やローマ王コンラート3世の異父妹にあたる。同父のきょうだいとして、モンフェッラート侯グリエルモ5世と結婚したユーディト、有名な年代記作者であるオットー・フォン・フライジングなどがいる。
ポーランドの年代記作者でクラクフ司教のヴィンツェンティ・カドゥウベックによると（他の文献も同様に）、アグネスは非常に野心的で活動的な女性で、自分の出自を誇りに思っていた。カドゥウベックは自身の『Chronica Polonorum』においてアグネスのことを「雌トラ」と呼んだ。

### 結婚
ポーランド大公ボレスワフ3世クシヴォウスティは、神聖ローマ帝国に対抗するため、ローマ王ロタール3世に対抗する強力な同盟者を求めていた。このため、ボレスワフ3世はバーベンベルク家およびホーエンシュタウフェン家と同盟を結んだ。これらは断絶したザーリアー朝の親戚として、自ずとロタール3世の対抗相手となっていた。この同盟を確実なものとするため、ボレスワフ3世の長男ヴワディスワフ2世ヴィグナニェツとアグネスとの結婚が合意された。この結婚は1125年ごろに行われた。一部の歴史家によると、夫婦はすでにボレスワフ3世からシロンスク公国を贈り物として受け取っていたという。

### ポーランド大公妃
ボレスワフ3世は1138年10月28日に死去した。ボレスワフ3世の遺言により、ポーランドは息子たちで分割された。ヴワディスワフ2世は、長男として国の最高権力を大公（プリンケプス）の称号と共に与えられた。ヴワディスワフ2世はシロンスクに加え、長子領（小ポーランド、大ポーランド東部およびクヤヴィ西部を含む）およびポメラニアの支配権を手に入れた。異母弟のボレスワフ4世、ミェシュコ3世およびヘンリクは従属公としてそれぞれ世襲の領地を与えられた。加えて、ヴワディスワフ2世は、ボレスワフ3世より妃サロメ・フォン・ベルクに与えられたウェンチツァの領地を受け取ることになり、サロメが生存中はその寡婦財産とし、死後は大公に返還された。
その後すぐに、ヴワディスワフ2世は自身の支配下で国を統一するため活動を開始した。ヴィンツェンティ・カドゥウベックは、ヴワディスワフ2世と異母弟との対立は、主に夫が長男として領地全体の唯一の支配者になる権利があると信じていたアグネスにより扇動されたものであるとしている。
大公の権威を強化するために、アグネスはポーランドで最も強力な貴族の1人であるピョートル・ヴウォストヴィッチの失脚に加わったと考えられている。伝えられるところによると、ヴウォストヴィッチの捕縛はアグネスによるものであったという。アグネスは自分の家臣をヴウォストヴィッチの城に送り、家臣らは夜中にヴウォストヴィッチを捕らえた。この出来事はドイツの同時代の史書に記録されている。ただしこの話は裏付けがなく、現代の歴史家には一般的に受け入れられていない。アグネスはヴウォストヴィッチの死を要求したが、ヴワディスワフ2世は代わりに彼に罰を与えることとした。ヴウォストヴィッチは盲目にされ、口をきけなくされ、追放を宣告された。

### 廃位と亡命
ヴワディスワフ2世とアグネスの専制的な統治により、多くの臣民が従属公に忠誠を誓うようになった。1146年初め、大公の軍隊はついにポズナニ近くで敗北した。ヴワディスワフ2世はボヘミアに逃れ、アグネスとその子供たちはクラクフに留まり、しばらくの間、ヴァヴェル城で従属公に対する抵抗を継続した。しかし、街を守ることはできず、家族全員が亡命先で再会した。
一家はボヘミア公ヴラジスラフ2世の宮廷でしばらく過ごした後、アグネスの異父兄ローマ王コンラート3世がアルテンブルクの王宮に移り住んだ一家をもてなした。当初、ヴワディスワフ2世がポーランドで権力を取り戻すかのように思われた。しかし、1146年にドイツ軍は従属公に対する遠征を開始したが、オーデル川の氾濫とブランデンブルク辺境伯アルブレヒト1世およびマイセン辺境伯コンラート1世からのドイツ王への圧力により、遠征は失敗に終わった。
遠征が失敗してもなお、アグネスは夫をポーランドに戻す活動を止めようとはしなかった。彼女はローマ教皇エウゲニウス3世に介入を求め、教皇エウゲニウス3世は1148年のランス公会議で問題を提起することを決定し、従属公の服従を得るため特使ギーをポーランドに派遣した。しかし、従属公らはヴワディスワフ2世の帰還を受け入れることを拒否し、教皇はポーランドに対する破門を宣言した。しかし教皇の行動は、ポーランドの教会階層が団結して従属公らを支持したため、ほとんど影響がなかった。
1152年にコンラート3世が死去し、甥フリードリヒ1世・バルバロッサが王位を継いだ。この精力的な王の即位により、アグネスとヴワディスワフ2世はポーランドに戻るという希望を再燃させた。叔母の励ましを受け、新王フリードリヒ1世は1157年にポーランドに対する遠征を開始した。遠征は成功したが、予想に反しフリードリヒ1世はヴワディスワフ2世をポーランド大公位に復帰させなかった。その代わりに、ボレスワフ4世は皇帝フリードリヒ1世の臣下であると宣言され、皇帝に貢納することを余儀なくされた。ヴワディスワフ2世に対する補償として、フリードリヒ1世はシロンスク公国をヴワディスワフの息子たちに返還することをボレスワフ4世に約束させた。

### 死とその後
アグネスとヴワディスワフ2世は、自身たちの戦いが最終的に敗北したことを悟った。アグネスら一家はアルテンブルクに留まり、1159年5月30日に同地でヴワディスワフ2世は死去した。アグネスの没日は一般的に1月24日か25日とされているが、没年については歴史家や情報源の間で論争が続いていた。夫ヴワディスワフ2世の死後まで生存していたことは確かである。そして、1163年に息子たちが最終的に遺領に戻ったとき、アグネスは息子たちと一緒にシロンスクには戻らなかったことが知られている。したがって、アグネスは1160年から1163年の間にザーレ川沿いのナウムブルク近くのプフォルタにあったシトー会修道院で死去したと考えられている。

## 子女
アグネスとヴワディスワフ2世の間には以下の子女が生まれた。
- ボレスワフ1世（1127年 - 1201年） - ヴロツワフ公
- ミェシュコ1世（1131年 - 1211年） - ポーランド大公
- リクサ（1140年 - 1185年） - 1152年にガリシア、カスティーリャ、レオンの王アルフォンソ7世と結婚[2]、1162年にプロヴァンス伯レーモン・ベランジェ2世と再婚、1167年にエーファーシュタイン伯アルブレヒト3世と3度目の結婚
- コンラト（1147/57年 - 1180/90年） - グウォグフ公
- アルベルト（1156年頃 - 1168/78年）